# Jane Remover
Jane Remover (nacida el 26 de septiembre de 2003) es una cantante y productora estadounidense. Fue pionera del microgénero "dariacore" en SoundCloud con su álbum homónimo, publicado bajo el seudónimo de Leroy. En 2021 publicó su primer álbum de estudio, Frailty, al que siguió Census Designated en 2023.

## Biografía
Remover creció con sus padres y su hermana gemela en el norte de Nueva Jersey. Estudió un semestre en el College of New Jersey antes de dejarlo para dedicarse a la música a tiempo completo. Salió del armario públicamente como mujer trans en 2022.A fecha de 30 de mayo de 2025 declaró que su hermana gemela está estudiando psicología en una entrevista con OGM.

## Carrera
El interés de Remover por la producción musical se remonta a 2011, inspirada por productores de dubstep como Skrillex, Kill The Noise y Virtual Riot. Más tarde, a mediados de la década de 2010, pasó a producir diferentes estilos de EDM y citó a Porter Robinson como su mayor influencia. Desde la música electrónica, la producción de Remover se centró más en el trap en torno a 2018; citó a artistas como Trippie Redd, Earl Sweatshirt y Tyler, the Creator como inspiraciones. La producción invitada se convirtió entonces en una gran parte de la carrera temprana de Remover, siendo miembro de múltiples colectivos de SoundCloud como PlanetZero y Graveem1nd. Su producción se orientó gradualmente hacia el digicore.
A finales de 2019, Remover comenzó a autoproducirse y a publicar sus propios trabajos en SoundCloud. Uno de los primeros lanzamientos en solitario de Remover, "What's My Age Again?", ganó popularidad tras ser compartido en Twitter. Su segundo EP, Teen Week, se publicó el 26 de febrero de 2021 bajo el seudónimo de Dltzk. El tema "Homeswitcher", con Kmoe, alcanzó los 100.000 streams en SoundCloud en las dos primeras semanas de su lanzamiento.
Tras el lanzamiento de varios sencillos no relacionados con el álbum, Remover comenzó a anunciar el lanzamiento de su álbum de estudio debut, Frailty, y a lanzar sencillos para el mismo en junio de 2021. Tras el lanzamiento de los temas "How to Lie", "Pretender" y "Search Party", Frailty se publicó a través de DeadAir Records el 12 de noviembre de 2021. El álbum fue aclamado por publicaciones como Pitchfork, que lo situó en el puesto 47 de su lista de los mejores álbumes de 2021.
El 27 de junio de 2022, Remover anunció la retirada del seudónimo Dltzk, e introdujo el nombre Jane Remover. En la misma fecha, lanzó el sencillo "Royal Blue Walls". En la declaración de Remover, dijo que "el nombre artístico Dltzk nunca le ha sentado bien" y que "le recuerda a un periodo de su vida que le gustaría dejar atrás". También anunció que el EP Teen Week sería abreviado, ya que se sentía incómoda con el proyecto tal y como se publicó originalmente. Este cambio entró en vigor el 10 de octubre de 2022, y se eliminaron cuatro canciones del EP. El segundo sencillo de Remover como Jane Remover, "Contingency Song", se publicó el 16 de noviembre de 2022. Fue telonera de la gira Hypochondriac de Brakence del 26 de noviembre al 20 de diciembre de 2022.
El 23 de agosto de 2023, Remover compartió el sencillo "Lips" de su segundo álbum, Census Designated, que salió a la venta el 20 de octubre. El 20 de septiembre se publicó la canción que da título al álbum, "Census Designated", junto con un vídeo musical dirigido por Quadeca.

### Leroy
Remover ha lanzado música bajo varios seudónimos a lo largo de su carrera. El más notable de ellos es Leroy, en el cual creó mashups de EDM llenos de samples. Estos lanzamientos sampleaban una amplia gama de sonidos, incluidas canciones pop de la década de 2010, vídeos virales, e incluso la propia música de Remover. Publicó álbumes con el nombre de "dariacore", el primero de ellos el 14 de mayo de 2021, y la portada de cada álbum lanzado bajo el nombre de Leroy eran capturas de pantalla de la serie de televisión Daria, lo que llevó a que el término "dariacore" se usara para describir el estilo de producción único que Remover utilizó para estos lanzamientos. El género fue descrito por Raphael Helfand de The Fader como "todo un género en sí mismo, que lleva las tendencias más tontas del hyperpop a sus conclusiones lógicas". Entre diciembre de 2020 y mayo de 2022 se publicaron tres álbumes con esta cuenta, tras lo cual el apodo se retiró oficialmente en junio de 2022 con el lanzamiento de una mezcla para DJ titulada "Leroy & Dltzk Memorial Service". Desde entonces, la serie de álbumes Dariacore ha inspirado a muchos artistas a adoptar un estilo de producción similar, lanzando pistas cortas de EDM basadas en samples y tematizadas en torno a medios populares.
El 21 de julio de 2023, Remover publicó el cuarto y último álbum de estudio bajo el seudónimo de Leroy, Grave Robbing, que se estrenó en NTS Radio.

## Discografía

### Álbumes de estudio
Como Jane Remover
| Título            | Detalles del álbum                                                                                            |
| ----------------- | --- |
| Frailty           | - Publicado: 12 de noviembre de 2021 - Sello: DeadAir - Formatos: LP, CD, casete, descarga digital, streaming |
| Census Designated | - Publicado: 20 de octubre de 2023 - Sello: DeadAir - Formatos: LP, CD, descarga digital, streaming           |
| Revengeseekerz    | - Publicado: 4 de abril de 2025 Sello: DeadAir Formatos: LP, CD, casete, descarga digital, streaming          |

Como Leroy
| Título                                                   | Detalles del álbum                                                                                |
| -------------------------------------------------------- | ------------------------------------------------------------------------------------------------- |
| Dariacore                                                | - Publicado: 13 de mayo de 2021 - Sello: Autoeditado - Formatos: Descarga digital, streaming      |
| Dariacore 2: Enter Here, Hell to the Left                | - Publicado: 7 de septiembre de 2021 - Sello: Autoeditado - Formatos: Descarga digital, streaming |
| Dariacore 3... At Least I Think That's What It's Called? | - Publicado: 23 de mayo de 2022 - Sello: Autoeditado - Formatos: Descarga digital, streaming      |
| Grave Robbing                                            | - Publicado: 21 de julio de 2023 - Sello: Autoeditado - Formatos: Descarga digital, streaming     |

### EPs
Como Jane Remover
| Título                         | Detalles del EP |
| ------------------------------ | --- |
| No Words, Just a Picture of Me | - Publicado: 17 de julio de 2020 - Sello: PlanetZero - Formatos: Descarga digital, streaming                                                                           |
| Teen Week                      | - Publicado: 26 de febrero de 2021 (lanzamiento inicial), 10 de octubre de 2022 (relanzamiento abreviado) - Sello: Autoeditado - Formatos: Descarga digital, streaming |

Como Venturing
| Título  | Detalles del EP                                                                              |
| ------- | -------------------------------------------------------------------------------------------- |
| Arizona | - Publicado: 19 de mayo de 2023 - Sello: Autoeditado - Formatos: Descarga digital, streaming |

### Sencillos
| Title                               | Year | Álbum              | Details |
| ----------------------------------- | ---- | ------------------ | --- |
| "Me"                                | 2020 | Non-album sencillo | - Publicado: 20 de noviembre de 2020 - Sello: Autoeditado - Formatos: Descarga digital, streaming                                                                           |
| "Woodside Gardens 16 December 2012" | 2020 | Teen Week          | - Publicado: 18 de diciembre de 2020 - Sello: PlanetZero - Formatos: Descarga digital, streaming                                                                            |
| "52 Blue Mondays"                   | 2021 | Teen Week          | - Publicado: 21 de enero de 2021 - Sello: PlanetZero - Formatos: Descarga digital, streaming                                                                                |
| "It's a Vicious Cycle"              | 2021 | Non-album sencillo | - Publicado: 14 de mayo de 2021 - Sello: Autoeditado - Formatos: Descarga digital, streaming                                                                                |
| "How to Lie"                        | 2021 | Frailty            | - Publicado: 23 de junio de 2021 - Sello: Autoeditado - Formatos: Descarga digital, streaming                                                                               |
| "Pretender"                         | 2021 | Frailty            | - Publicado: 9 de agosto de 2021 - Sello: Autoeditado - Formatos: Descarga digital, streaming                                                                               |
| "Search Party"                      | 2021 | Frailty            | - Publicado: 13 de octubre de 2021 - Sello: Autoeditado - Formatos: Descarga digital, streaming                                                                             |
| "Cage Girl"                         | 2022 | Census Designated  | - Publicado: 17 de abril de 2022 (SoundCloud), 27 de junio de 2022 (sencillo) - Sello: Autoeditado (SoundCloud), DeadAir (sencillo) - Formatos: Descarga digital, streaming |
| "Royal Blue Walls"                  | 2022 | Non-album sencillo | - Publicado: 27 de junio de 2022 - Sello: DeadAir - Formatos: Descarga digital, streaming                                                                                   |
| "Contingency Song"                  | 2022 | Census Designated  | - Publicado: 16 de noviembre de 2022 - Sello: DeadAir - Formatos: Descarga digital, streaming                                                                               |
| "Lips"                              | 2023 | Census Designated  | - Publicado: 23 de agosto de 2023 - Sello: DeadAir - Formatos: Descarga digital, streaming                                                                                  |
| "Census Designated"                 | 2023 | Census Designated  | - Publicado: 20 de septiembre de 2023 - Sello: DeadAir - Formatos: Descarga digital, streaming                                                                              |

### Remixes
| Año  | Canción           | Artista                            |
| ---- | ----------------- | ---------------------------------- |
| 2021 | "Legend"          | Alice Longyu Gao (con Alice Glass) |
| 2022 | "Honest"          | Umru (con Cecile Believe )         |
| 2022 | "4Ever"           | That Kid (con Bébe Yana)           |
| 2022 | "tell me"         | Dazegxd (con MON)                  |
| 2022 | "tellmewhatuwant" | aldn                               |